# Breitflügelige Raupenfliege

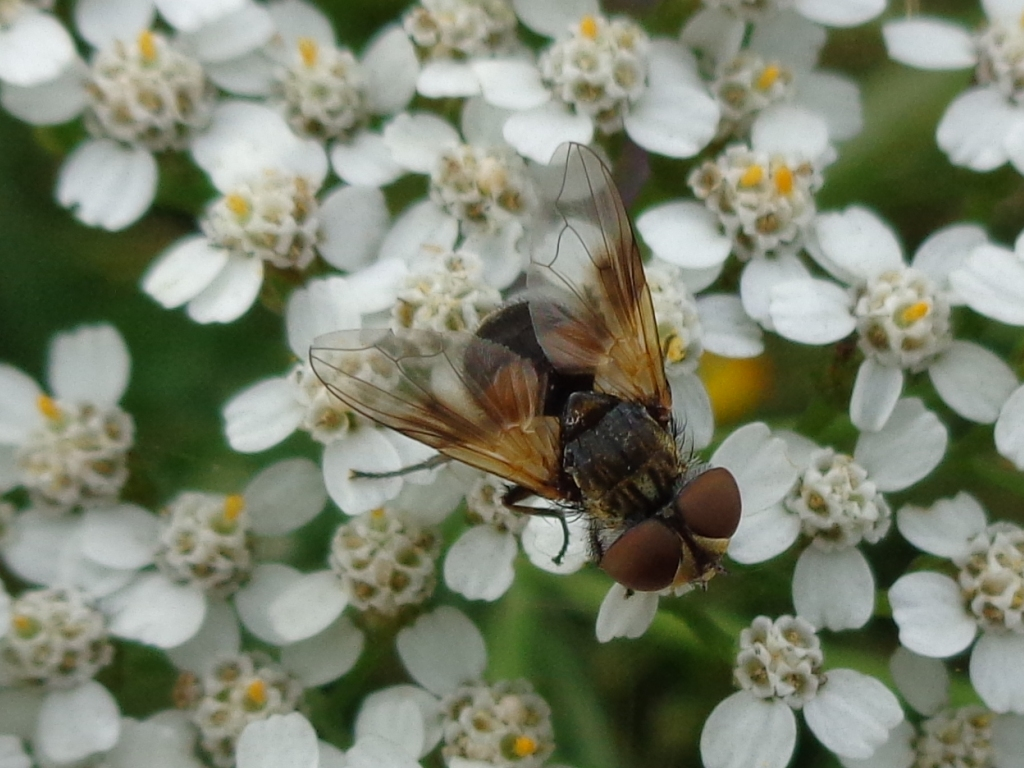
Ectophasia cf. crassipennis, Weibchen

Die Breitflügelige Raupenfliege (Ectophasia crassipennis) ist ein Zweiflügler aus der Familie der Raupenfliegen (Tachinidae).

## Merkmale
Die Breitflügelige Raupenfliege erreicht eine Körperlänge von 5–9 mm. Sie besitzt eine variable Färbung. Die Männchen besitzen einen gelben Hinterleib mit einem breiten schwarzen Längsband. Ihre Flügel weisen dunkle Flügeladern und Flecke auf. An der Basis sind die Flügel gelb gefärbt. Anhand der Flügeladerung lassen sich die Männchen von Ectophasia crassipennis von ähnlichen Arten wie Phasia hemiptera unterscheiden. Bei Ectophasia crassipennis reicht die Zelle R5 bis an den äußeren Flügelrand. Die verwandte und ebenfalls ähnliche Art Ectophasia oblonga besitzt einen roten Hinterleib mit einem reduzierten schwarzen Längsband.
Die Weibchen werden in der Regel nicht so groß wie ihre männlichen Artgenossen. Sie haben ein breites dunkles Querband auf dem Hinterleib. Das Hinterleibsende ist weißlich. Über den orange gefärbten vorderen Hinterleibsteil verläuft mittig ein schwarzes Längsband. Die Flügel sind an der Basis gelb gefärbt, auf halber Flügellänge befindet sich am Vorderrand ein breiter dunkler Fleck. Im Gegensatz zu den Männchen sind die Flügelspitzen klar.

## Verbreitung
Die Breitflügelige Raupenfliege kommt in der Paläarktis vor. Sie kommt im südlichen Europa vor. Nach Norden wird die Art seltener. In Deutschland kommt sie hauptsächlich in den Wärmeregionen im Süden und Südwesten vor. Die Art kommt auf den Kanal-Inseln vor.

## Lebensweise
Den typischen Lebensraum der Breitflügeligen Raupenfliege bilden trockene Offenland-Biotope. Die Fliegen beobachtet man von Mitte Mai bis Ende September, am häufigsten zwischen Ende August und Anfang September. Die Weibchen legen ihre Eier auf verschiedenen Wanzen ab, insbesondere Vertreter der Baumwanzen (Pentatomidae). Es werden aber auch Wanzen anderer Familien befallen, darunter Stachelwanzen (Acanthosomatidae), Randwanzen (Coreidae) und Bodenwanzen (Lygaeidae). Die geschlüpften Larven sind Endoparasiten. Sie bohren sich in ihr Wirtstier und entwickeln sich in deren Inneren. Die Fliegen sind Blütenbesucher.

## Taxonomie
In der Literatur finden sich folgende Synonyme:
- Syrphus crassipennis Fabricius, 1794 – ursprünglicher Name
- Phasia crassipennis (Fabricius, 1794)

## Bilder

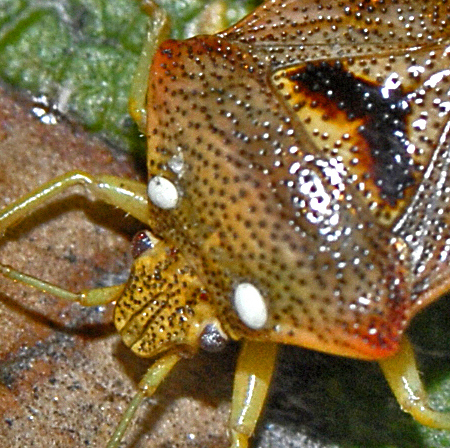
Eier auf einer Wanze der Art Elasmucha grisea